# Thurmond
Thurmond település az Amerikai Egyesült Államok Nyugat-Virginia államában, Fayette megyében. Lakosainak száma 5 fő (2010. április 1.).

## Közlekedés
A települést érinti az Amtrak egyik távolsági vasúti járata is, a Cardinal.

## Népesség
A település népességének változása:

| 2010 | 5 |